# 弗兰肯克伦巴赫
弗兰肯克伦巴赫（德語：Fränkisch-Crumbach，意即为“弗兰肯的克伦巴赫”）是德国黑森州的一个市镇。总面积16.10平方公里，总人口3202人，其中男性1568人，女性1634人（2011年12月31日），人口密度199人/平方公里。